# Иньяли
Инья́ли — река в Оймяконском улусе Якутии, левый приток Индигирки. Длина реки — 133 км. Площадь водосборного бассейна — 3310 км².
Исток реки находится в южной части  хребта Черского, в Оймяконском улусе на границе с Момским районом, на высоте более 1434 м над уровнем моря. В верховьях течёт преимущественно в юго-восточном направлении по межгорной долине. Обогнув с севера гору Чён, русло поворачивает на восток. С юга возвышается Силяпский хребет, а с севера — Иньялинский хребет, служащие водоразделами. На реке встречаются многочисленные шиверы, осерёдки и наледи. Впадает в Индигирку несколькими рукавами по левому берегу на отметке 398 м над уровнем моря, в 1288 км от устья Индигирки, почти напротив впадения в неё реки Эченка. Ширина перед устьем — 48 м при глубине 1,8 м; скорость течения в низовьях составляет 2 м/с. 
Населённые пункты на реке отсутствуют. 

## Основные притоки
Указаны поименованные притоки длиной 20 км и более.
| Название  | Расстояние от устья | Длина | Положение |
| --------- | ------------------- | ----- | --------- |
| Силяп     | 44                  | 26    | правый    |
| Такынья   | 65                  | 20    | левый     |
| Дагданья  | 71                  | 22    | левый     |
| Ненкахчан | 82                  | 31    | правый    |
| Утычан    | 98                  | 21    | правый    |
| Сахынья   | 110                 | 20    | правый    |

## Данные водного реестра
По данным государственного водного реестра России и геоинформационной системы водохозяйственного районирования территории РФ, подготовленной Федеральным агентством водных ресурсов:
- Бассейновый округ — Ленский
- Речной бассейн — Индигирка
- Речной подбассейн — нет
- Водохозяйственный участок — Индигирка от впадения Нера до впадения Момы
- Код водного объекта — 18050000212117700048492